# Albert Dubly
Albert Dubly, né le 2 septembre 1881 à Roubaix et mort le 23 décembre 1949 à Lille, est un joueur de football français, qui évoluait au poste de défenseur.

## Biographie
Né à Roubaix en 1881, il est issu d’une famille de footballeurs. Ses frères Léon, André, Maurice, Jean et Raymond furent aussi footballeurs et internationaux.

### Carrière en club
Il joua au Racing Club de Roubaix comme ses frères.

### Carrière en sélection
Il fut appelé avec son frère Jean pour les Jeux Olympiques de 1908 avec l’Équipe de France A (la France ayant envoyé 2 équipes, la A et la B) mais ne joue pas le seul match contre le Danemark.
Il ne compte aucune sélection avec l’Équipe de France.

## Palmarès
RC Roubaix
- Championnat de France USFSA (4) :
  - Champion : 1902, 1903, 1904, 1906.

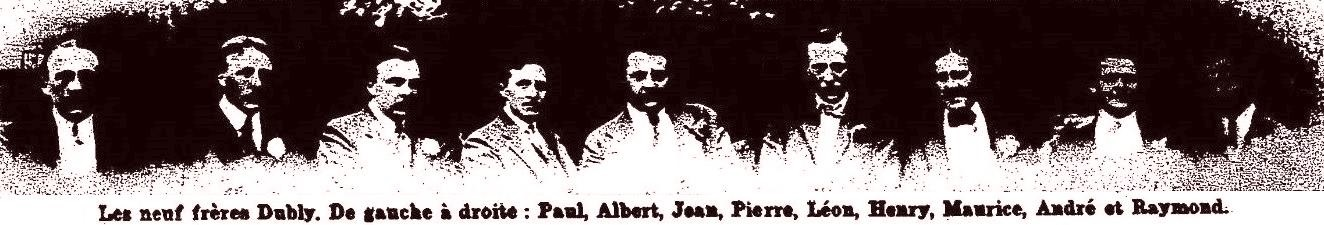
Les neuf frères Dubly, tous footballeurs licenciés à Roubaix.